# セバスティアン・ペレス
セバスティアン・ペレス・カルドナ（Sebastián Pérez Cardona、1993年3月29日 - ）は、コロンビア・アンティオキア県エンビガド出身のプロサッカー選手。ボアヴィスタ所属。ポジションは、ミッドフィールダー。

## 経歴
アトレティコ・ナシオナルの下部組織で育成され、2011年3月にトップチームデビュー。
2013 FIFA U-20ワールドカップでの活躍を受け、8月にアーセナルFCのトライアルに招待された。マンチェスター・シティFCとの親善試合では短い出場時間ながら好プレーを見せアーセン・ベンゲルから評価をされた。しかしながら、労働許可証取得の条件に達していなかったため、アーセナルと契約することなくアトレティコ・ナシオナルに復帰した。

## 代表歴
アンダー世代からコロンビア代表に選出されており、2011 FIFA U-20ワールドカップ、南米ユース選手権2013、2013 FIFA U-20ワールドカップに参加した。
2016年3月、2018 FIFAワールドカップ・南米予選・ボリビア戦で初キャップ。

### ゴール
| #  | 開催日        | 会場           | 対戦国     | スコア | 結果 | 試合概要                    | ref   |
| -- | ------------- | -------------- | ---------- | ------ | ---- | --------------------------- | ----- |
| 1. | 2016年3月29日 | バランキージャ | エクアドル | 2–0    | 3–1  | 2018 FIFAワールドカップ予選 | [ 7 ] |

## タイトル

### クラブ
アトレティコ・ナシオナル
- カテゴリア・プリメーラA (5): 2011-I, 2013-I, 2013-II, 2014-I, 2015-II
- コパ・コロンビア (2): 2012, 2013
- スーペルリーガ・コロンビアーナ (2): 2012, 2016
- コパ・リベルタドーレス (1): 2016

ボカ・ジュニアーズ
- プリメーラ・ディビシオン (2): 2016-17, 2017-18

### 代表
- 南米ユース選手権 (1): 2013